# 何佩儀
何佩儀（英文名：Peggy Ho Pui Yee，1969年8月23日—），香港前亞洲電視女藝員，基督徒，GLP全力愛創辦人兼義務總幹事。1991年，何佩兒畢業于香港演藝學院戲劇系學士。1992年至1995年間，何佩儀任職香港電台節目主持人，曾為《輕談淺唱不夜天》等節目主持。1997年後，何佩儀投身電視圈，加入亞洲電視，成為《今日睇真D》主持之一，亦曾參演亞視劇集。2007年，何佩儀与男友林文瀚結婚，其後退出娛樂圈。婚後的何佩儀加入創世電視，參演福音傳播作品，并修讀浸信會神學院的基督教研究碩士課程。2012年創立福音機構全力愛。

## 電視劇（亞洲電視）
- 1997年：等著你回來 飾 阿姑
- 2000年：香港一家人
- 2000年：電視風雲 飾 PP
- 2001年：非常好警 飾 李麗儀
- 2001年：騷東坡 飾 碎琴
- 2002年：親子情未了 飾 May
- 2002年：搶杠夫妻 飾 李昭君
- 2003年：萬家燈火 飾 文國英
- 2004年：暴風型警 飾 張嘉瑩
- 2005年：危險人物·無罪假定 飾 小蘭

## 電視節目（亞洲電視）
- 1992年 奧運
- 1994年 世界盃
- 1997年 跑馬地萬眾同心大匯演
- 1997年 今日愛心睇真D
- 1998年 潮流新激點
- 1998年 今日愛心睇真D
- 1997年-1999年 今日睇真D
- 1999年 週末音樂快線
- 2000年 永安旅遊真正旅遊嘅世界之汕頭
- 2000年 永安旅遊真正旅遊嘅世界之韓國
- 2001年 永安旅遊真正旅遊嘅世界之九塞溝，成都
- 2001年 明show俾你睇
- 2000年-2002年 女人．Come
- 2002年 財來有藥方
- 2002年 永安機票行情報告
- 2002年 一個好馬迷慈善巡禮
- 2002年 暑假賽馬學堂
- 2002年 迎春接福
- 2002年 全民大測試
- 2002年 工展會 ﹣ 就系名牌開心Show
- 2003年 「告別添馬」慶祝晚會 暨第37屆「工展會」慶功宴 （司儀）
- 2003年 喜慶羊羊滿萬家
- 2003年 529星光薈萃賀台慶
- 2003年 54周年文藝晚會
- 2003年 永安旅遊熱賣推介
- 2004年 金猴賀歲迎新春
- 2002年-2004年 下午麼麼茶
- 2004年 泰國Spa之旅
- 2004年 至In至潮中日韓
- 2004年 第十屆十大電視廣告頒獎典禮
- 2004年 亞洲電視賽馬日
- 2004年 亞視台慶新勢力
- 2004年 今夜群星大發現
- 2004年 2004亞洲小姐競選（現場主持）
- 2004年 柏麗灣Ocean Front
- 2004年 煙火除夕夜（表演＋主持）
- 2005年 百萬富翁之新春藝員過肥年
- 2005年 金雞賀歲迎新春
- 2005年 煮食無界限（日本）

## 電台節目（香港電台）
- 晨光第一线
- 疯Show快活人
- 轻谈浅唱不夜天

## 電視節目（香港電台）
- 2000年：反斗英語之意重重

## 廣告演出
- 佳能相機
- 國泰航空
- 吉之島
- 大通銀行
- 樂口佳食品廣告
- 深圳商場廣告
- 『迪豐沐浴露』電視及平面廣告
- 『鑽石防菌淨水系統』電視廣告

## 電影
- 1992年：家有囍事 飾 「墮蓮」（Doreen）
- 1996年：人間色相
- 2001年：情色地圖
- 2002年：致命性騷擾